# 得摩斯
得摩斯（直译：「恐惧」）是希腊神话中象征恐怖的神，战神阿瑞斯和阿芙羅狄忒（库忒瑞亚）之子。他和他的兄弟福波斯在战场上伴随着父亲阿瑞斯，同时出现的还可能有女神厄倪俄，或者厄里斯（不和）以及埃里尼斯（仇恨）。罗马神话中的对应者是Formido或者Metus。
火星两颗卫星的发现者美国天文学家阿萨夫·霍尔用他的名字命名了火卫二。
1. ↑  Hall, A. . Astronomische Nachrichten. 1878-01, 92 (2187): 47–48  [2024-01-26]. （原始内容存档于2023-04-07）.